# 伊图波兰加
伊图波兰加是巴西圣卡塔琳娜州的一个市镇。总面积337平方公里，总人口20577人，人口密度61.1人/平方公里。